# Brown County, Indiana
Brown County är ett county i delstaten Indiana, USA, med 15 242 invånare. Den administrativa huvudorten (county seat) är Nashville. 

## Geografi
Enligt United States Census Bureau har countyt en total area på 820 km². 809 km² av den arean är land och 11 km² är vatten.   

### Angränsande countyn
- Johnson County - nordost
- Bartholomew County - öst
- Jackson County - syd
- Monroe County - väst
- Morgan County - nordväst